# ママは昔パパだった
『ママは昔パパだった』は、2009年8月23日から2009年9月27日までWOWOWの連続ドラマW枠で放送された連続テレビドラマ。全6話。
2008年6月に行われた性同一性障害特例法改正をテーマに、家族の絆を描いた大石静の書き下ろしオリジナルストーリーのホームドラマ。「昔パパだったママ」が、母として、女性として、ひとりの人間として強く生きる姿と、家族や友人との絆を描いている。

## あらすじ
小谷仁史は男性として生まれ、結婚し妻との間に子供も2人もうけたが、性同一性障害に悩んでいたため性別適合手術を受け女性となる。妻とは離婚して小谷仁美と改名するが、性同一性障害特例法では「子供がいない事」が条件であったため戸籍上は男性のままで、性の変更はかなわなかった。2007年、仁美は長距離バスの運転手をしながら、母親として小学生となった息子2人を育てていた。ある日、長男のリトルリーグの練習に同行した仁美は、「仁美の過去」を知ったチームの父母から、「教育上よくない」と言われ一方的に退会を迫られてしまう。性同一性障害は病気だと説明するが聞き入れられず、仁美は無理解な周囲に追い詰められつつ、自分の名誉と息子たちを守るため奔走する。

## キャスト
- 小谷仁美 - 戸田恵子
- 上野牧子 - 余貴美子
- 有馬勇治 - 吉田栄作
- 菊池浩平弁護士 - 光石研
- 小谷駿 - 芦原伊織
- 小谷亮 - 小室優太
- 有馬ゆか - 山谷花純
- 仁美の同僚 - おかやまはじめ
- 加山慎一郎（美羽子） - 窪田正孝
- 加納マリ - はるな愛
- 加山茂一 - 津川雅彦
- 小谷佐知子 - 白川由美
- 小谷聡 - 伊東四朗

## スタッフ
- 脚本：大石静
- 音楽：糸川玲子
- 主題歌：松任谷由実「人魚姫の夢」（EMIミュージック・ジャパン）
- プロデューサー：長谷川徳司（WOWOW）、志村彰（The icon）、森雅弘（The icon）
- 監督：赤羽博
- 制作協力：The icon
- 制作著作：WOWOW

## 放送時間
- 本放送 - 日曜22:00 - 23:00（初回は無料放送）